# District de Kaga
Le district de Kaga (加賀郡, Kaga-gun) est un district de la préfecture d'Okayama au Japon.
Au 1er février 2015, sa population était de 11 976 habitants pour une superficie de 268,78 km2 et une densité de population de 44,6 habitants au km².

## Commune du district
- Kibichūō